# Homo economicus
Homo economicus ali ekonomičen (gospodaren) človek je pojem, ki se uporablja predvsem v nekaterih ekonomskih teorijah. Gospodaren človek je tipični ekonomski osebek, ki pozna svoje preference, se odziva na spodbude katere mu nudi trg, se odloča na osnovi mejne koristi, si prizadevati ravnati tako kot ga vodi njegova osebna korist in skuša doseči maksimalno zadovoljitev. 
Ravnanje tipičnega gospodarnega človeka bomo razporedili na štiri dele:
- gospodaren človek se ravna tako kot ga vodi osebna korist. To pomeni da pozna svojo osebno korist in jo zasleduje. (Lahko pove kaj mu v določenem trenutku bolj ugaja. Npr.:Ali gledanje televizije ali kolesarjenje).
- gospodaren človek skuša doseči največjo možno zadovoljitev. V ekonomiji imenujemo to maksimiranje. To je ravnanje, s katerim skuša gospodaren človek doseči največjo možno zadovoljitev ali proizvodnjo z omejenimi razpoložljivimi sredstvi.
- gospodaren človek se odziva na spodbude. Običajno sta najpomembnejši ekonomski spodbudi cena in dobiček. Spodbuda je neke vrste signal, ki posameznika navede k izbiri druge alternative namesto prve, saj so ugodnosti druge večje, ali pa so manjši njeni oportunitetni stroški. Gospodaren človek nove informacije prouči in nato reagira v skladu s svojimi preferencami. Vedeti moramo da vsi ne reagirajo enako.
- gospodaren človek se odloča mejno. To pomeni da se odloča na podlagi tega, ali so ugodnosti potrošnje dodatne enote dobrine vredne njenega stroška.
Teorija je bila razvita v 19. stoletju, pogosteje pa so jo uporabljali znani ekonomisti 20. stoletja. 